# Ariel Hauptmeier

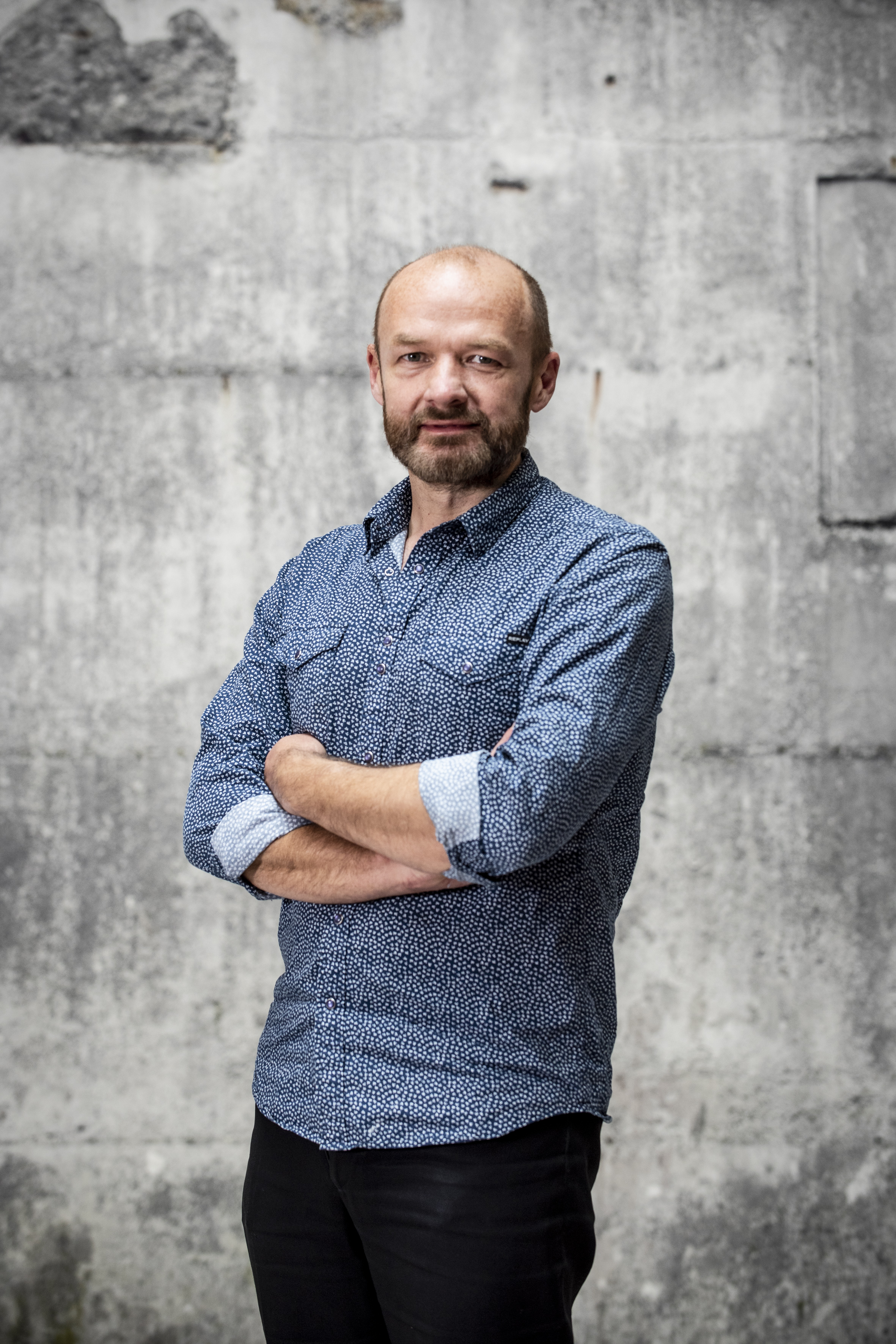
Ariel Hauptmeier (2019)

Ariel Hauptmeier (* 1969 in Bad Oeynhausen) ist ein deutscher Journalist und Buchautor. Er leitet die Reportageschule Reutlingen und das Reporter-Forum, das den Deutschen Reporterpreis verleiht.

## Werdegang
Ariel Hauptmeier wurde 1969 in Bad Oeynhausen geboren. Nach dem Besuch der Henri-Nannen-Schule (Hamburg) arbeitete Hauptmeier fünf Jahre lang als freier Reporter, wobei er immer wieder zu ausgedehnten Auslandsreisen aufbrach, etwa nach Brasilien, Mikronesien, Argentinien, Paraguay. In Kolumbien gelang es ihm, Carlos Castaño Gil zu interviewen, den wenig später ermordeten Chef der paramilitärischen AUC. Ausgestattet mit einem Gabriel-Grüner-Stipendium reiste er gemeinsam mit dem Fotografen Heinrich Völkel etliche Male nach Marokko, um afrikanische Migranten vor ihrer Überfahrt nach Europa zu treffen. Die so entstandenen Reportagen erschienen unter anderem in ZEIT und SZ-Magazin.
2004 wurde er Redakteur bei Geo und Geo Special und berichtete weiterhin vor allem aus dem Ausland: aus Indien etwa, aus Israel, Grönland oder Peru.
Im Jahr 2007 gründete er gemeinsam mit Cordt Schnibben und Stephan Lebert das Reporter-Forum, ein Netzwerk von Journalisten, das seit 2009 jährlich den Deutschen Reporterpreis vergibt und den Reporter-Workshop organisiert, ein Branchentreffen, bei dem 300 Reporter über ihr Handwerk und ihre Projekte diskutieren.
2014 wechselte Hauptmeier als Textchef zu dem Recherchezentrum Correctiv, 2017 in gleicher Position zu dem Schweizer Online-Magazin Republik. Im Jahr 2019 übernahm er mit Philipp Maußhardt die Leitung der Reportageschule Reutlingen.

## Schriften (Auswahl)
- Und die Vögel werden singen. Ich, der Pianist aus den Trümmern, von Aeham Ahmad. Mit Sandra Hetzl und Ariel Hauptmeier. S. Fischer, 2017.[14][15]
- Von Staubsaugern und Menschenrechten. 32 Gründe, warum Europa eine verdammt gute Idee ist. Correctiv-Verlag, 2019.[16]
- mit Nina Fargahi, Sylke Gruhnwald und Tim Röhn: Mord auf Malta. Republik, April 2018.
- mit Anja Conzett und Gion-Mathias Durband: Das Kartell. Republik, April 2018.
- mit David Schraven: Wie in Europa Milliarden an Steuern geklaut werden und was jeder darüber wissen sollte. Correctiv-Verlag, Juli 2020.[17]
- mit Özcan Mutlu: 60 Jahre – Wie Deutschland zur Heimat wurde. Correctiv-Verlag, Oktober 2021.[18]

## Auszeichnungen (Auswahl)
- Katholischer Medienpreis 2004 für „Wir müssen draußen bleiben“, erschienen im SZ-Magazin[19]
- Medienpreis Entwicklungspolitik 2004 für „Wir müssen draußen bleiben“, erschienen im SZ-Magazin[19]
- Meridian-Preis 2004 für „Stehend K.O“, erschienen in Abenteuer+Reisen[20][21]
- Grimme Online Award 2015 in der Kategorie Information für „MH17 – Die Suche nach der Wahrheit“, zusammen mit Marcus Bensmann, Julia Brötz, David Crawford, Daniel Drepper, Thorsten Franke, Jonathan Sachse, David Schraven, Benedict Wermter[22]
- Schweizer Reporterpreis 2019 für „Das Kartell“[23]